# Hermitage Peak, British Columbia
Hermitage Peak är en bergstopp i Kanada.   Den ligger i provinsen British Columbia, i den centrala delen av landet, 3 600 km väster om huvudstaden Ottawa. Toppen på Hermitage Peak är 2 313 meter över havet. Hermitage Peak ligger vid sjön Wokkpash Lake.
Terrängen runt Hermitage Peak är huvudsakligen bergig, men åt nordväst är den kuperad.Trakten runt Hermitage Peak är nära nog obefolkad, med mindre än två invånare per kvadratkilometer.. Det finns inga samhällen i närheten. 
Trakten runt Hermitage Peak består i huvudsak av gräsmarker.